# Нежинская улица (Киев)
Нежинская улица (укр. Ніжинська вулиця) — улица в Соломенском районе города Киева. Пролегает от улицы Борщаговская до проспекта Отрадный при примыкании улицы Гарматная, исторически сложившаяся местность (район) Караваевы дачи.
Улица служит продлением в юго-западном направлении улицы Николая Галего, Нежинскую улицу в свою очередь продлевает Отрадный проспект.
Примыкают улица Леваневского, Славянская, Николая Галего, Комбайнёров.

## История
Нежинская улица возникла в начале 20 века. Название в честь города Нежин.

## Застройка
Улица пролегает в юго-восточном направлении, в конце (при примыкании улицы Николая Галего) — юго-западном. Улицу (на участке между Славянской и Николая Галего) в подземном коллекторе пересекает река Лыбедь. 
Парная и непарная стороны улицы заняты многоэтажной жилой (5-9-10-этажные дома, один 25-этажный дом) застройкой, а также 9-этажные общежития. 
Учреждения:
1. дом № 26 — детсад № 490
2. дома № 29А, 29Б, 29В, 29Г, 29Е — общежития НАУ